# Ischium (anatomie)
Pour les articles homonymes, voir Ischium.
L'ischium (ou ischion) est la partie de l'os coxal qui constitue la moitié postérieure du foramen obturé.
Il est relié en haut à l'ilium au niveau de l'acétabulum et en avant au pubis par la branche ischio-pubienne.

## Description
L'ischium est constitué de deux parties : le corps de l'ischion et la branche de l'ischion.

### Corps de l'ischion
Le corps de l'ischion ou branche ascendante de l'ischion se situe à l'arrière du foramen obturé.
En haut elle constitue environ les deux cinquièmes de l'acétabulum. Il descend vers l'arrière pour se terminer par la branche de l'ischion qui se projette vers l'avant.
Il présente trois faces : une externe, une interne et une postérieure.

#### Face externe
Sa face externe est de forme quadrilatère. Elle est délimitée en haut par un sillon qui loge le tendon du muscle obturateur externe. En bas elle en continuité avec la face externe de la branche de l'ischion.
En avant, elle est limitée par le bord postérieur du foramen obturé et en arrière un bord la sépare de la face postérieure.
Au niveau de l'acétabulum sa face externe fait partie de la surface lunaire et de la fosse de l'acétabulum.
En dessous de l'acétabulum, elle donne insertion au muscle carré fémoral et dans sa partie inférieure à une partie du muscle grand adducteur.

#### Face interne
Sa face interne fait partie de la paroi osseuse du petit bassin et donne naissance à quelques fibres du muscle obturateur interne.
Elle est limitée en avant par le bord postérieur du foramen obturé.
En bas elle est limitée par une crête aigüe servant d'insertion au prolongement falciforme du ligament sacro-tubéral et sur sa partie antérieure aux muscle transverse du périnée et au muscle ischio-caverneux.

#### Face postérieure
Sur sa face postérieure une saillie aplatie et triangulaire forme l'épine ischiatique. Elle sépare la grande incisure ischiatique en haut de la petite incisure ischiatique en bas. Sur sa face médiale s'insère le muscle élévateur de l'anus et le muscle coccygien. Sur son sommet s'insère le ligament sacro-épineux.
Elle se termine en bas par un volumineux renflement formant la tubérosité ischiatique à la jonction avec la branche de l'ischion et donnant insertion aux muscles ischio-jambiers.

### Branche de l'ischion
La branche de l'ischion ou branche descendante de l'ischion est le segment qui unit la le corps de l'ischion au pubis entre la tubérosité ischiatique et la branche inférieure du pubis. La jonction avec cette dernière est marquée par une ligne légèrement en relief. Elle se dirige en avant et en haut à partir du corps de l'ischion.
L'ensemble branche de l'ischion et branche inférieure du pubis est également nommée branche ischio-pubienne.
En haut elle forme le bord inférieur du foramen obturé.
Sa surface externe donne insertion au muscle obturateur externe et à quelques fibres du muscle grand adducteur.
Sa face interne contribue à la paroi antérieure du bassin. Elle présente deux crêtes en continuité avec des crêtes de la branche inférieure du pubis qui donnent insertion aux fascias du périnée.

## Aspect clinique
Une fracture par avulsion de la tubérosité ischiatique peut survenir lors de la pratique de certains sports.
L'ischium est la zone d'appui principale en position assise. Une position assise prolongée sur une surface dure peut entraîner une bursite ischiatique due à l'inflammation de la bourse synoviale située entre la tubérosité ischiatique et le muscle grand glutéal.

## Anatomie comparée

### Dinosaures
La structure des os du bassin (ischium, ilium et pubis), permet de distinguer au sein de la clade Dinosauria les Saurischia des Ornithischia,.

Structure pelvienne des Ornithischia (côté gauche)
Structure pelvienne des Saurischia (côté gauche)